# Azorengoudvink
De azorengoudvink (Pyrrhula murina), ook wel priolo (lokale Portugese naam), is een zangvogel uit de familie der Fringillidae (Vinkachtigen). Het is een bedreigde, endemische vogelsoort op de Azoren, een archipel in de Atlantische Oceaan.

## Kenmerken
De vogel is gemiddeld 17 cm lang en even groot als de gewone goudvink. De vogel werd tot in de jaren 1990 als een ondersoort beschouwd. De azorengoudvink is veel doffer gekleurd, met een zwarte kop, staart en vleugels en een grijze band over de vleugel en bruin op de rug. De buik en borst zijn bruin tot vaag roze.

## Verspreiding en leefgebied
Deze soort is endemisch op de Azoren (Portugal), en komt alleen voor in een klein gebied aan de oostkant van het eiland São Miguel. In de winter en het voorjaar is deze vogel sterk afhankelijk van het inheemse laurierbos. In de zomer wordt de vogel ook wel waargenomen in aangeplante bossen.

## Status
De azorengoudvink heeft een zeer klein verspreidingsgebied (144 km²) en daardoor is de kans op uitsterven aanwezig. De grootte van de populatie werd in 2011 door BirdLife International geschat op tussen de 760 en 1350 individuen (op grond van een studie uit 2008). De soort is in het verleden sterk achteruit gegaan door ontbossing waarbij het laurierbos plaats moest maken voor landbouw en bosbouw met uitheemse boomsoorten. Daarnaast worden de laatste resten laurierbos bedreigd door invasieve planten zoals Hedychium gardnerianum ("siergember", een tuinplant) die de zaadvorming van het oorspronkelijk bos verminderen. Om deze redenen staat deze soort als bedreigd op de Rode Lijst van de IUCN.
De Portugese vereniging voor vogelstudie (en -bescherming) Sociedade Portuguesa para o Estudo das Aves (SPEA) probeert de populatie in stand te houden door habitatverbetering. Met behulp van plaatselijke vrijwilligers wordt aan de oostkant van het eiland de invasieve siergember verwijderd en de natuurlijke begroeiing hersteld. Verder is er een bezoekerscentrum (Centro Ambiental do Priolo) in de buurt van  Nordeste. Hier wordt voorlichting over dit project gegeven en wordt het werk gecoördineerd.